# Körpertemperatur
Die Körpertemperatur ist die Temperatur eines menschlichen oder tierischen Körpers. In der Regel ist damit die Temperatur des Körperinneren gemeint, die Körperkerntemperatur, seltener die Oberflächentemperatur der Haut. Die Körperkerntemperatur bezeichnet dabei die Temperatur der lebenswichtigen inneren Organe.
Homoiotherme (gleichwarme) Lebewesen regulieren die Körpertemperatur auf einen konstanten Sollwert hin. Poikilotherme (wechselwarme) Lebewesen haben keine konstante Körpertemperatur. Eine vorübergehende Erhöhung des Temperatur-Sollwerts bei homoiothermen Lebewesen wie dem Menschen nennt man Fieber (lateinisch Febris), eine Senkung unter den Sollwert Hypothermie (Untertemperatur). Den Zustand der Normaltemperatur bezeichnet man als Normothermie.
Es existieren verschiedene Messgeräte zur Bestimmung der Körpertemperatur eines Menschen. Im privaten Bereich sind klassische Fieberthermometer weit verbreitet, die meist axillar (unter der Achsel), oral (im Mund) oder rektal (im Mastdarm) eingesetzt werden, wobei die rektale Methode die Körperkerntemperatur am exaktesten misst. Im klinischen Bereich lassen sich häufiger Pyrometer finden, die die kontaktlose Körpertemperaturmessung im Ohr ermöglichen. Auch Temperaturmessungen im Blut, in der Speiseröhre oder in der Harnblase sind möglich.

## Der Mensch

Nächtlicher Körpertemperaturverlauf eines Menschen

Beim Menschen liegt die normale Körperkerntemperatur im Mittelwert bei 36,6 °C. 95 % aller Menschen haben eine Temperatur von 35,7 bis 37,3 °C. Die mittlere Körpertemperatur sinkt mit zunehmendem Alter um 0,021 °C pro Dekade. Übergewichtige Menschen haben eine höhere Körpertemperatur.

### Messung der Körperkerntemperatur
Die Körpertemperatur kann palpatorisch beurteilt und mit einem Fieberthermometer genauer bestimmt werden. Übliche Messpunkte sind der Mund, die Achselhöhle oder der Mastdarm, wobei der rektale Wert der Körperkerntemperatur am nächsten ist. Die Temperatur unter der Zunge liegt etwa 0,3–0,5 °C niedriger; die unter den Achseln ist um etwa 0,5 °C niedriger und relativ unzuverlässig. Moderne Messgeräte (Pyrometer) erlauben auch die berührungslose, sekundenschnelle und prinzipiell genaue Messung im Ohr, welche jedoch bei Fehlbedienung durch falsche Winkelung und Verlegung des Gehörganges durch Ohrenschmalz falsch-niedrige Werte liefert. Für spezielle Fragestellungen kann die Körperkerntemperatur durch bestimmte Katheter gemessen werden. In der Intensivmedizin sind z. B. Messungen in der Harnblase oder über zentrale Venenkatheter gebräuchlich.

### Normale Schwankungen der Körperkerntemperatur
Die Körperkerntemperatur schwankt über den Tag hinweg in engen Grenzen: Nachts liegt sie tiefer als tagsüber; bei körperlicher Aktivität steigt sie um bis zu zwei Grad Celsius. Die normale Schwankung während des Tages weist typischerweise ein morgendliches Minimum (rektal etwa 36,5 °C) und ein Maximum am Nachmittag (rektal 37,8 °C) auf. Während des Schlafs stellt sich etwa um 2 Uhr nachts ein Minimum (über die gesamten 24 Stunden gesehen) ein; die Temperatur steigt dann bereits vor dem Erwachen wieder leicht an.
Bei Frauen schwankt die Temperatur auch über den monatlichen Zyklus um etwa ein halbes Grad (Basaltemperatur).

### Temperaturtabelle
In tabellarischer Übersicht kann man wie folgt die Temperaturbereiche beim erwachsenen Menschen unterteilen:
| Körpertemperatur | Bezeichnung                                          |
| ---------------- | ---------------------------------------------------- |
| unter 20 °C      | Kältetod                                             |
| unter 27 °C      | kann tödlich sein, extreme Bradykardie               |
| 33 °C            | Unterkühlung (Hypothermie)                           |
| 35 °C            | Untertemperatur                                      |
| 36,3 bis 37,4 °C | Normaltemperatur (afebril)                           |
| 37,5 bis 38,0 °C | erhöhte Temperatur (subfebril)                       |
| 38,1 bis 38,5 °C | leichtes Fieber (febril)                             |
| 38,6 bis 39,0 °C | Fieber                                               |
| 39,1 bis 39,9 °C | hohes Fieber                                         |
| 40 bis 42 °C     | sehr hohes Fieber (hyperpyretisches Fieber), Krämpfe |
| 42 °C            | Kreislaufversagen                                    |
| ab 44 °C         | Tod durch Denaturierung von Proteinen bzw. Enzymen   |

Eine Körpertemperatur über 40 °C kann zum Tode führen. Die obere Grenze des Überlebens liegt bei ca. 44 °C, die untere Grenze bei ca. 20 °C. Bei Kindern kann es besonders bei einer Prädisposition beim raschen Anstieg der Körpertemperaturen über 38,5 °C zum Auftreten von Fieberkrämpfen kommen.

### Wärmeregulation
Der Körper versucht, die Solltemperatur im Körperkern so lange wie möglich aufrechtzuerhalten, z. B. indem die Wärmeabgabe im Falle der Unterkühlung durch geringere Durchblutung von Haut und Extremitäten reduziert oder durch rhythmisches Zusammenziehen der Muskeln in Form eines Schüttelfrostes Wärme produziert wird. Im Falle von Fieber wird durch verstärkte Durchblutung und Schwitzen die Wärmeabgabe erhöht. Weitere Mechanismen sind unter Thermoregulation angegeben.

### Unterkühlung in der Medizin
Manche größere chirurgische Eingriffe werden nach Herabsetzung der Körperkerntemperatur in Hypothermie durchgeführt, um den Sauerstoffbedarf des Gehirns zu reduzieren und dadurch einen Schutz des Gehirns (Neuroprotektion) zu erreichen. Auch in der neurologischen Intensivmedizin wird nach Hirnschädigungen mit ähnlicher Zielsetzung eine milde Hypothermie eingesetzt. Dieses Verfahren ist aber umstritten, da auch Komplikationen wie Infektanfälligkeit und Wundheilungsstörungen auftreten können. Für die Wirksamkeit der Hypothermie zur Behandlung des Schädel-Hirn-Traumas gibt es keine medizinische Evidenz (Stand 2004).
Als stärkste, wissenschaftlich belegte Unterkühlung auf Grund eines Unfalls wurde eine Körpertemperatur von 13,7 Grad gemessen; das Unfallopfer Anna Bågenholm konnte trotzdem ohne bleibende Schäden reanimiert werden.

### Körpertemperatur unter körperlicher Belastung
Aus der Sportwissenschaft ist bekannt, dass der Mensch bei intensiver sportlicher Betätigung eine erhöhte Körpertemperatur besitzt. Während eines Marathonlaufs etwa steigt die Körpertemperatur auf etwa 39 °C an. Da das Abkühlen des Körpers bei körperlicher Belastung mit großem Energieverbrauch verbunden ist, wird im Leistungssport systematisch versucht, die Körpertemperatur schon vor dem Wettkampf und ggf. in den Pausen (u. a. Halbzeit) zu senken.
Umgekehrt ist eine erhöhte Körpertemperatur auch eine Voraussetzung für körperliche Höchstleistungen. Das Aufwärmen, verbunden mit einer Erhöhung der Körpertemperatur auf 38,5 bis 39 °C, verbessert verschiedene physiologische Prozesse. Nach einer systematischen Aufwärmarbeit von 15 bis 30 Minuten speziell vor Schnelligkeitsleistungen (Sprint, Basketball) und Sportarten mit maximalem Krafteinsatz (Rudern, Kraftsport) sind um 4 bis 7 % höhere Leistungen beobachtet worden. Außerdem sinkt die Verletzungsgefahr.
Auch beim Aufenthalt in einer Sauna steigt die Körpertemperatur rasch auf etwa 39 °C an. Der Körper kann seine Temperatur in der 60 bis 100 °C heißen Luft nur für kurze Zeit durch intensives Schwitzen vor einem weiteren Anstieg bewahren. Aus diesem Grund darf die empfohlene Dauer eines Saunagangs nicht überschritten werden.

### Temperatur in der Körperschale
Gleichwarm ist beim Menschen streng genommen nur die Körperkerntemperatur. Die Temperatur außerhalb des Körperkerns, in der sogenannten Körperschale, kann deutlich niedriger liegen. Die Dicke der Schale und auch ihre Temperatur schwankt mit der Außentemperatur. Die Regulation erfolgt durch unterschiedlich starke Durchblutung und entsprechendes Auskühlen bei verringerter Blutzufuhr. Bei angenehmen Umgebungstemperaturen liegt die mittlere Hauttemperatur um die 32–34 °C. Bei 15 °C Lufttemperatur liegt die mittlere Hauttemperatur bei nur noch etwa 24 °C, die Fingertemperatur sinkt auf etwa 16 °C. Die Temperatur in den Fingern und Zehen kann für kurze Zeit sogar bis auf 5 °C absinken, ohne dass dauerhafte Schäden eintreten.

## Tierreich
Es gibt wechselwarme Tiere, deren Körpertemperatur von der jeweiligen Umgebungstemperatur und der Kreislaufaktivität abhängt (z. B. Würmer, Insekten, Lurche und Reptilien) und gleichwarme Tiere, die ihre Körpertemperatur unabhängig von der Umgebungswärme und Körperaktivität weitgehend konstant halten. Dazu zählen Vögel und Säugetiere einschließlich des Menschen sowie vermutlich auch einige ausgestorbene Dinosaurier; für zwei Gruppen von Nicht-Vogel-Dinosauriern wurden Körpertemperaturen von ca. 32 bzw. 37 Grad rekonstruiert. Vögel sind diejenigen gleichwarmen Tiere mit der höchsten Körpertemperatur – sie beträgt 38 bis 42 °C. Einzelne Reptilienarten wie der Wüstenleguan sind in der Lage, eine zeitweilige Körpererwärmung auf über 47 °C unverletzt zu verkraften.

### Vögel
Viele Vögel können ihre Körpertemperatur in einem besonderen Schlafzustand (Torpor) stark absenken, obwohl sie gleichwarm sind. Nachts kann der Energieverbrauch durch eine geringere Temperaturdifferenz gegenüber der Umgebung auf diese Weise stark reduziert werden. Kolibris und Mauersegler senken die Körpertemperatur von normalerweise 40 °C auf bis zu 18 °C ab, was eine beträchtliche Temperaturdifferenz ist. Bei Kolibris und anderen kleinen Vögeln mit schnellem Stoffwechsel ermöglicht dieser energiesparende Schlafzustand, die Nacht ohne weitere Nahrungsaufnahme zu verbringen. Auch sind viele Vögel dadurch in der Lage, Energieeinbußen während einer vorübergehenden Schlechtwetterlage zu reduzieren.

### Säugetiere
Die meisten Säugetiere sind nur sehr beschränkt dazu fähig, der Spielraum beträgt meist nur wenige Grad Celsius. Nur wenige Säugetiere halten wie der Igel einen echten Winterschlaf mit längerfristig abgesenkter Körpertemperatur. Eine Winterruhe bei kaltem Wetter und eingeschränktem Futterangebot scheinen jedoch eine ganze Reihe von Säugetieren einhalten zu können. Nach jüngsten Forschungsergebnissen an Hirschen und Rehen können auch diese Tiere ihre Körpertemperatur notfalls täglich über mehrere Stunden hinweg deutlich absenken.

#### Pferde
Die normale Körpertemperatur gesunder Pferde liegt bei neugeborenen Fohlen bis zum 5. Tag bei 38,8 bis 39,3 °C, danach bei Fohlen bei 38 bis 39 °C und bei ausgewachsenen Pferden bei 37,3 bis 38,0 °C (in Ruhe). Bei Anstrengung liegt die Körpertemperatur eines ausgewachsenen Pferdes bei max. 41 °C.

#### Rind
Die Körpertemperatur eines gesunden Rindes liegt bei 38,3 bis 38,8 °C (Kalb bis 39,2 °C).

#### Katzen
Erwachsene Katzen weisen eine Normaltemperatur von 38,3 bis 39,0 °C auf. Körperinnentemperaturen über 39 °C (Hyperthermie) sind in der Regel Folgen von Infektionskrankheiten oder Entzündungen. Wärmestau bei Transport in einem ungeeigneten Behältnis, Aufregung oder Krämpfe können bei Katzen ebenfalls eine Hyperthermie auslösen. Untertemperaturen (Hypothermie) können ein generelles Nachlassen der Lebensfunktionen anzeigen, ebenso treten sie infolge von Narkosenachwirkungen auf. Jungkatzen weisen in den ersten drei Lebenswochen mit 37 bis 38,2 °C eine niedrigere Körperinnentemperatur auf. Spätestens ab der 7. Lebenswoche gleicht sich der Wert dem Normalbereich erwachsener Tiere an.

#### Weitere Säugetiere
Die im Rektum gemessene Temperatur liegt bei Hund und Ratte bei 37,5 – 38,5 °C, bei der Spitzmaus bei 34,0 – 37,0 °C, beim Seebären bei 37,0 – 38,5 °C, beim Faultier bei 38,2 – 39,5 °C und beim Schnabeltier bei lediglich 31,0 – 33,0 °C.

### Insekten
Hummeln sind in der Lage, ihre Körpertemperatur durch die Aktivität der Muskulatur über die Umgebungstemperatur anzuheben und so auch bei niedrigen Außentemperaturen aktiv zu sein. Staatenbildende Insekten regulieren ihre Körpertemperatur und die des Nests auch durch soziale Verhaltensweisen. Unter anderem Bienen, Wespen und Ameisen können die Temperatur des Volkes durch gemeinsame Muskelaktivität und das Einbringen von Wärme bspw. durch in der Sonne aufgewärmte Tiere erhöhen. Zur Kühlung wird vielfach Wasser eingebracht. Die Regulierung der Temperatur auf ein stabiles Niveau erfolgt durch viele Individuen, Einzeltiere wären dazu in dieser Form nicht in der Lage. Die Silberameise kann eine Körpertemperatur bis knapp unter 54 °C aushalten.